# Hannah Soar
Hannah Soar (ur. 4 czerwca 1999 w Somers) – amerykańska narciarska dowolna, specjalizująca się w jeździe po muldach.
Po raz pierwszy na arenie międzynarodowej pojawiła się 19 grudnia 2013 roku w Winter Park, gdzie w zawodach FIS zajęła 31. miejsce. W 2016 roku wystąpiła na mistrzostwach świata juniorów w Chiesa in Valmalenco, zajmując piąte miejsce w jeździe po muldach i jedenaste w muldach podwójnych. W Pucharze Świata zadebiutowała 2 lutego 2017 roku w Deer Valley, plasując się na 19. pozycji w jeździe po muldach. Tym samym już w debiucie zdobyła pierwsze pucharowe punkty. Na podium zawodów tego cyklu pierwszy raz stanęła 15 grudnia 2019 roku w Thaiwoo, kończąc rywalizację w muldach podwójnych na trzeciej pozycji. W zawodach tych wyprzedziły ją jedynie Francuzka Perrine Laffont i kolejna reprezentantka USA - Jaelin Kauf. W klasyfikacji końcowej jazdy po muldach w sezonie 2020/2021 zajęła trzecie miejsce.

## Osiągnięcia

### Igrzyska olimpijskie
| Miejsce | Dzień    | Rok  | Miejscowość | Konkurencja      | Zwyciężczyni   |
| ------- | -------- | ---- | ----------- | ---------------- | -------------- |
| 7.      | 6 lutego | 2022 | Pekin       | Jazda po muldach | Jakara Anthony |

### Mistrzostwa świata
| Miejsce | Dzień   | Rok  | Miejscowość | Konkurencja      | Zwycięzca           |
| ------- | ------- | ---- | ----------- | ---------------- | ------------------- |
| 10.     | 8 marca | 2021 | Ałmaty      | Jazda po muldach | Perrine Laffont     |
| 6.      | 9 marca | 2021 | Ałmaty      | Muldy podwójne   | Anastasija Smirnowa |

### Puchar Świata

#### Miejsca w klasyfikacji generalnej jazdy po muldach
- sezon 2016/2017: 178.
- sezon 2018/2019: 85.
- sezon 2019/2020: 16.

Od sezonu 2020/2021 klasyfikacja jazdy po muldach jest jednocześnie klasyfikacją generalną.
- sezon 2020/2021: 3.
- sezon 2021/2022: 8.

#### Miejsca na podium w zawodach
1. Thaiwoo – 15 grudnia 2019 (muldy podwójne) – 3. miejsce
2. Deer Valley – 8 lutego 2020 (muldy podwójne) – 2. miejsce
3. Idre Fjäll – 12 grudnia 2020 (jazda po muldach) – 3. miejsce
4. Deer Valley – 5 lutego 2021 (muldy podwójne) – 2. miejsce